# Pehria compacta
Pehria compacta är en fackelblomsväxtart som beskrevs av Thomas Archibald Sprague. Pehria compacta ingår i släktet Pehria och familjen fackelblomsväxter. Inga underarter finns listade i Catalogue of Life.

## Bildgalleri

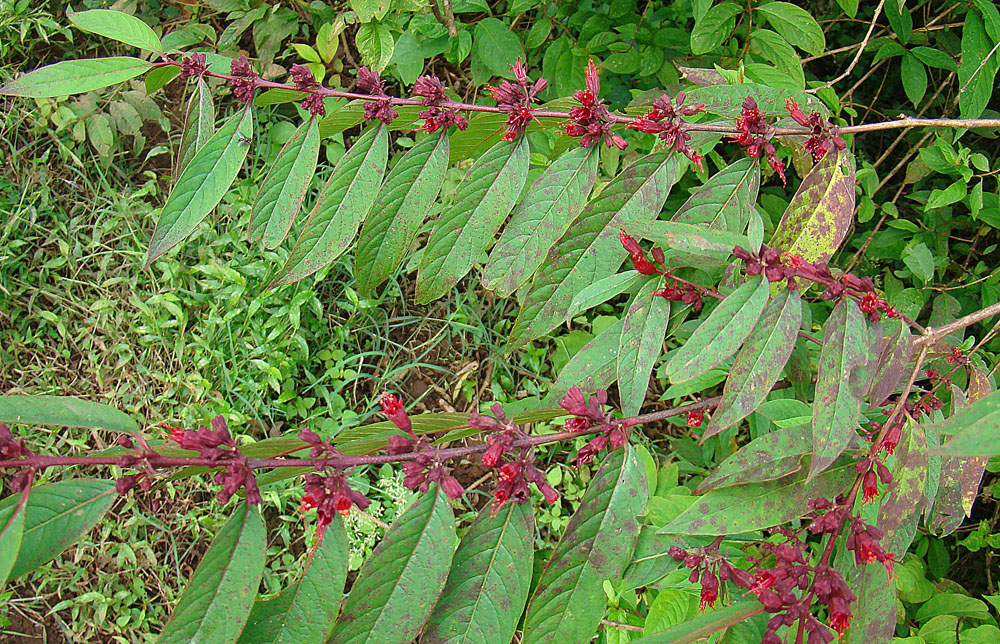
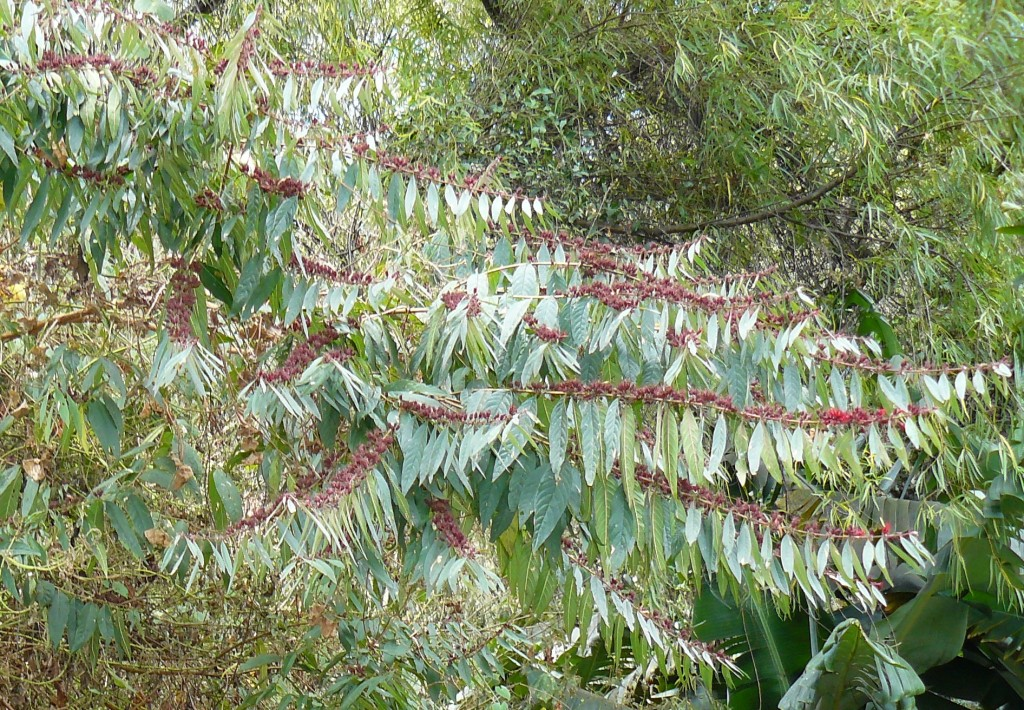